# Таємний агент (роман)
«Таємний агент», або «Секретний агент» (англ. The Secret Agent) — роман англійського письменника Джозефа Конрада, опублікований 1907 року. Належить до жанру «шпигунського роману». Входить до американської версії «100 найкращих детективних романів усіх часів».

## Сюжет
Карл Верлок видає себе за звичайного торговця, що володіє крамницею канцелярських товарів на околиці Лондона. Насправді ж він є шпигуном і професійним анархістом, який отримав завдання організувати серію вибухів.

## Екранізації
- 1936 — «Саботаж», реж. Альфред Гічкок. У головних ролях: Сільвія Сідні і Оскар Гомолка.
- 1996 — «Таємний агент», реж. Крістофер Гемптон. У головних ролях: Боб Госкінс, Патриція Аркетт, Крістіан Бейл, Жерар Депардьє і Робін Вільямс.
- 2016 — «Таємний агент», реж. Чарльз Макдугалл

### Дослідження
- Королёва С. Б. Британский миф о России: учебное пособие. — М.; Берлін : Директ-медиа, 2016. — 239 с. — ISBN 978-5-4475-8684-3.
- Соловьёва Е. Е. Джозеф Конрад и Россия. — Череповец : ЧГУ, 2012. — 228 с. — ISBN 978-5-85341-513-3.
- Толмачёв В. М. Джозеф Конрад и его «русские романы» // Конрад Дж. Тайный агент. На взгляд Запада. — М. : Ладомир; Наука, 2012. — С. 477—534. — (Литературные памятники) — ISBN 978-5-86218-500-3.
- Ушакова О. М. Русский нигилист как герой английской литературы // Вестник Пермского университета. Российская и зарубежная филология. — 2016. — № 1 (25 березня). — С. 106—117. Архівовано з джерела 23 листопада 2021. Процитовано 23 листопада 2021.